# Amphiacme abyssorum
Amphiacme abyssorum är en korallart som först beskrevs av Kükenthal 1902.  Amphiacme abyssorum ingår i släktet Amphiacme och familjen Chunellidae. Inga underarter finns listade i Catalogue of Life.